# 威尼斯电影节

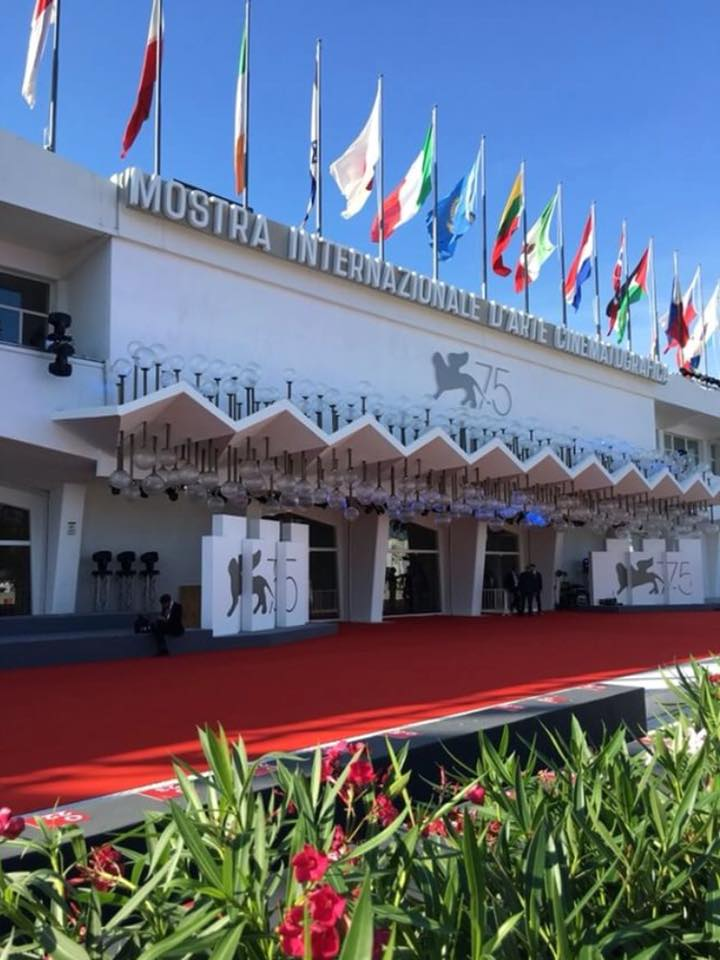
威尼斯电影宫

威尼斯双年展国际电影艺术展（義大利語：Mostra Internazionale d'Arte Cinematografica della Biennale di Venezia），也曾被称为“威尼斯电影节”（Venice Film Festival）或“威尼斯国际电影节”（Venice International Film Festival），是国际上最古老的电影节，同时也是与坎城影展、柏林影展齐名的“世界三大电影节”。“三大电影节”因给予创作者透過电影表达其艺术自由的态度而享誉国际。
威尼斯电影节于1932年在意大利的威尼斯创立，是威尼斯双年展的一部分。威尼斯双年展是世界上最古老的艺术展览之一，由威尼斯市议会在1893年4月19日设立。威尼斯双年展的展览内容现在已涵盖意大利及国际范围内的美术、建筑、舞蹈、音乐、戏剧和电影。这些作品有不同的展览经历：国际美术展、国际当代音乐节、国际戏剧节、国际建筑展、国际当代舞蹈节、国际儿童嘉年华和年度威尼斯电影节，而威尼斯电影节是这些展览中最为出名的。
威尼斯电影节于每年的8月下旬到9月初在威尼斯潟湖内的麗都島上举行，而主要的放映活动则集中在马可尼海滨（Lungomare Marconi）的威尼斯电影宫。威尼斯电影节依然是目前国际上最受欢迎和发展速度最快的电影节之一。

## 影展历史
在1930年代，意大利政府和国民都对电影产生了浓厚兴趣。在意大利人用于文化和体育方面的开支中，电影成了主要的支出项。由于当时在意大利播放的电影多为美国电影，这导致意大利政府想参与电影产业并希望借此向人们展示意大利的大众文化。基于这点考虑，威尼斯电影节由朱塞佩·沃尔皮、卢西亚洛·德·费奥（Luciano de Feo）和安东尼奥·马拉尼（Antonio Maraini）于1932年创立。

## 管理人员
威尼斯双年展主席在双年展的合作赞助伙伴、公共当局和媒体前代表双年展，该职位由意大利文化遗产部任命。现任主席为羅伯特·西庫托。
总监负责协调威尼斯影展所有活动，由威尼斯双年展主席选出并代表其行事。现任总监阿貝托·巴貝拉于2011年上任；他也曾是1999年至2002年期间的影展总监。
| 任职年限       | 总监人选           | 总监人选 |
| 任职年限       | 中文译名           | 原名     |
| -------------- | ------------------ | -------- |
| 2011年迄今     | 阿貝托·巴貝拉      |          |
| 2004年－2011年 | 马可·穆勒          |          |
| 2002年－2004年 | 莫里茨·德·哈德尔登 |          |
| 1999年－2002年 | 阿貝托·巴貝拉      |          |
| 1996年－1999年 | 菲利斯·劳达德      |          |
| 1992年－1996年 | 吉洛·彭特卡沃      |          |
| 1987年－1992年 | 吉列尔莫·毕拉吉    |          |
| 1983年－1987年 | 吉安·卢基·隆迪     |          |
| 1979年－1983年 | 卡洛·利扎尼        |          |

## 现有奖项

### 官方竞赛单元
- 金狮奖：授予官方竞赛单元中的最佳影片。

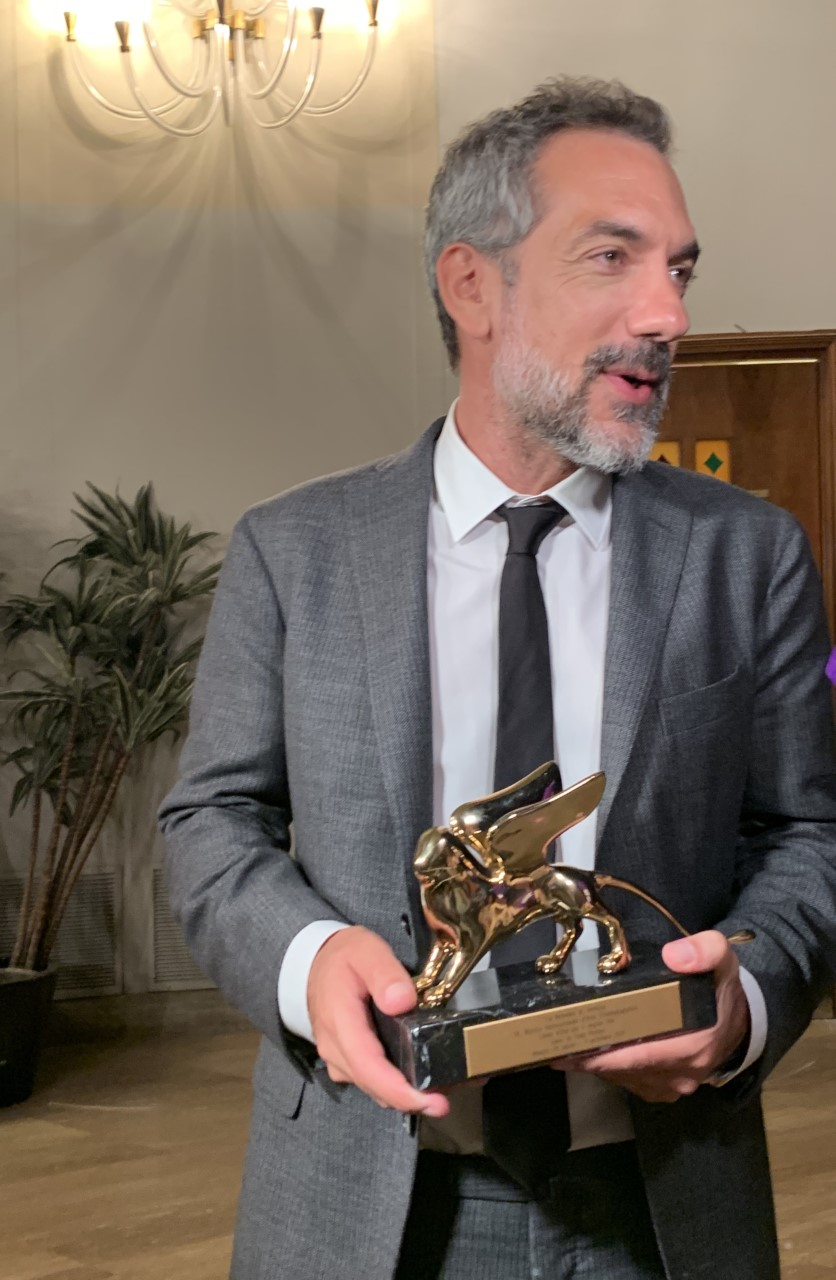
陶德·菲利普斯凭借其电影作品《小丑》荣膺2019年金狮奖。

- 评审团大奖：授予官方竞赛单元中仅次于最佳影片的优秀影片。
- 最佳導演银狮奖：授予官方竞赛单元中的最佳导演。
- 沃尔皮杯最佳男演员奖 / 最佳女演员奖：授予官方竞赛单元最佳男演员、女演员。
- 评审团特别奖：授予官方竞赛单元裡次于金狮奖及评审团大奖的优秀电影，通常会奖励一部到两部电影。
- 最佳劇本獎：授予給官方競賽單元裡的最佳編劇。
- 金奧賽拉獎：為一混合獎項，主要授予在官方競賽單元中，擁有卓越表現的導演、編劇、技術貢獻和電影攝影。與其他獎項差異的是，此獎項並不會每年都授予。
- 马切洛·马斯楚安尼奖：为纪念杰出演员马切洛·马斯楚安尼而设立，主要表彰在官方竞赛单元裡的最佳新人演员。
- 特别狮子奖：就电影的整体效果颁发给官方竞赛单元里优秀的新人导演或演员。

### 地平線單元
地平線單元針對所有“自定義格式”的作品開放報名，並主要關注融合在电影內表現語言的發展新趨勢。
自第67屆威尼斯影展開始，地平線單元設置了四大獎項：
- 地平線單元最佳影片獎
- 地平線評審團特別獎
- 地平線短片獎
- 地平線中長片獎

在接下來的幾年中增加了更多獎項：
- 地平線最佳導演獎
- 地平線最佳男演員獎
- 地平線最佳女演員獎
- 地平線最佳劇本獎

### 威尼斯日
威尼斯日自2004年創立，是與威尼斯影展聯合舉辦但卻平行且獨立的電影活動。威尼斯日的設立靈感源自坎城影展的“導演雙週”單元，由義大利电影导演和製片人聯合會（Anac and 100autori）負責組織、評選和推廣。威尼斯日共設有以下主要獎項：
- 威尼斯日獎（Giornate degli Autori Award）
- BNL人民選擇獎（BNL People's Choice Award for the Official Selection's films）
- 歐洲標誌電影獎（Label Europa Cinemas）

### 未來之獅獎（意大利语：Leone del futuro - Premio Venezia opera prima "Luigi De Laurentiis"）（路易吉·德·勞倫蒂斯獎）
威尼斯影展各個競賽單元的所有長片處女作，無論是官方單元還是平行單元，都有資格獲得該獎項。獲勝者將獲得100,000美元的獎金，由導演和製片人平分。

### 導演萬歲獎

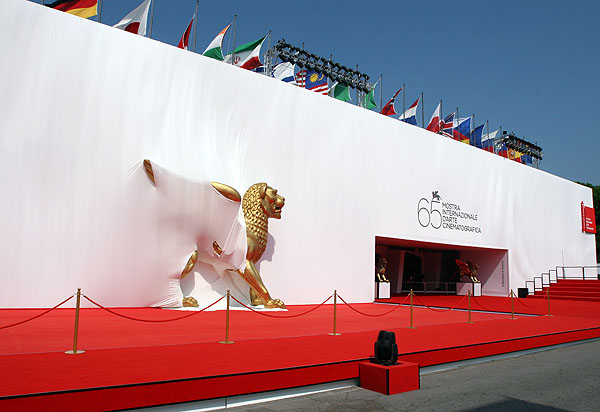
第65届威尼斯国际电影节

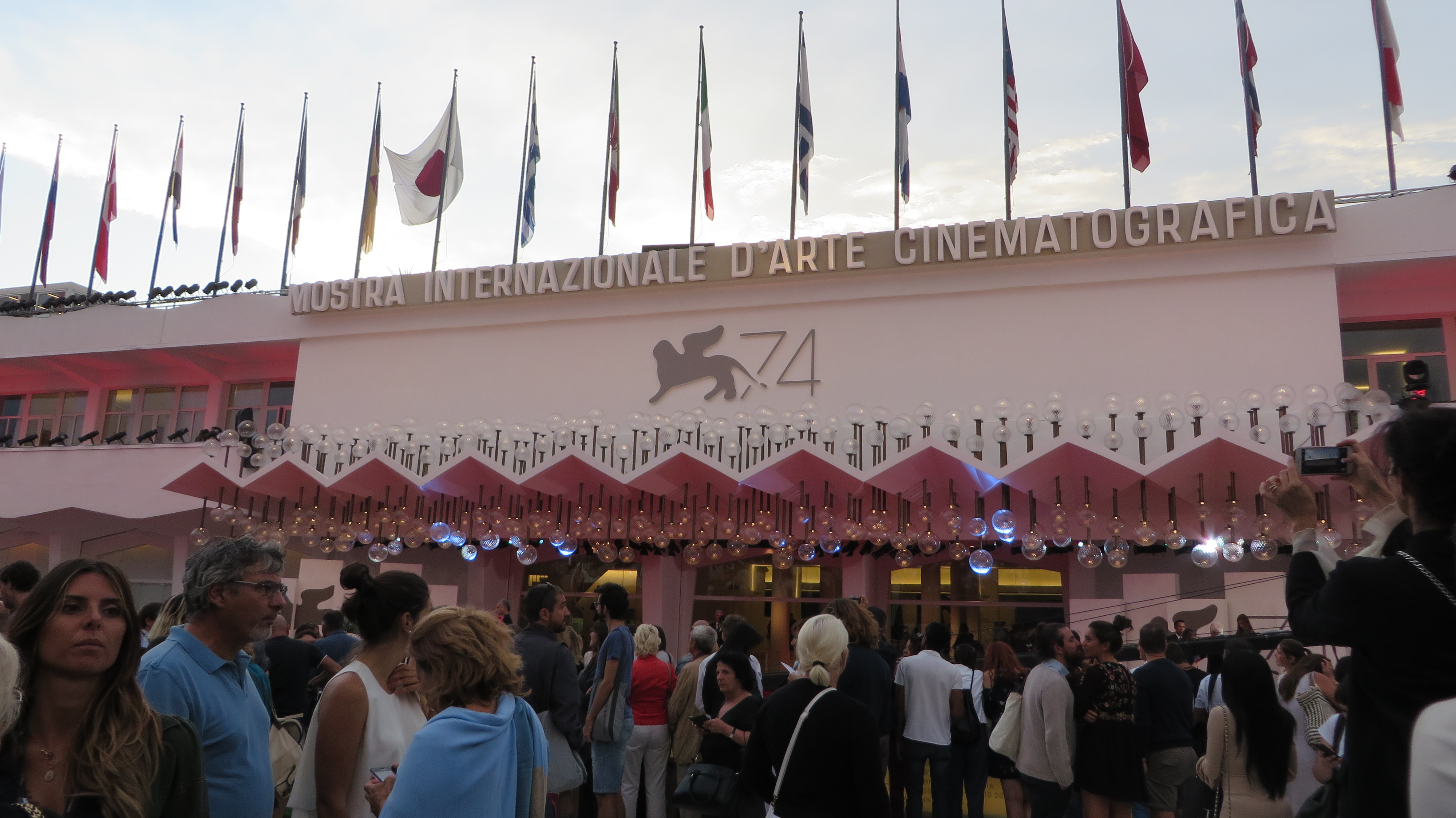
第74届威尼斯国际电影节

導演萬歲獎是由威尼斯影展与积家自2006年联合举办的奖项，主要褒奖那些为当代电影做出了重大贡献的人士。
| 年份   | 获奖者              | 国籍   |
| ------ | ------------------- | ------ |
| 2025年 | 朱利安·許納貝       | 美国   |
| 2024年 | 克勞德·雷路許       | 法國   |
| 2023年 | 魏斯·安德森         | 美国   |
| 2022年 | 華特·希爾           | 美国   |
| 2021年 | 雷利·史考特         | 英国   |
| 2020年 | 阿貝爾·費拉拉       | 美国   |
| 2019年 | 科斯塔·加夫拉斯     | 希腊   |
| 2018年 | 张艺谋              | 中国   |
| 2017年 | 史蒂芬·佛瑞爾斯     | 英国   |
| 2016年 | 阿米尔·纳德瑞       | 伊朗   |
| 2015年 | 布萊恩·狄帕瑪       | 美国   |
| 2014年 | 詹姆斯·法蘭科       | 美国   |
| 2013年 | 埃托尔·斯科拉       | 義大利 |
| 2012年 | 史派克·李           | 美国   |
| 2011年 | 艾尔·帕西诺         | 美国   |
| 2010年 | 曼尼·拉特納姆       | 印度   |
| 2009年 | 席維斯·史特龍       | 美国   |
| 2008年 | 安妮·華達           | 法國   |
| 2007年 | 阿巴斯·奇亞洛斯塔米 | 伊朗   |
| 2006年 | 北野武              | 日本   |

## 曾有奖项

### 墨索里尼杯
墨索里尼杯是1934年至1942年期间，威尼斯电影节最佳意大利电影和最佳外国电影两个奖的统称。该奖项的设立是为了纪念时任意大利的独裁者贝尼托·墨索里尼，但在其于1943年被罢免后就废除了。

#### 墨索里尼杯最佳意大利电影
| 年份 | 获奖作品            | 原名                   | 导演                  |
| ---- | ------------------- | ---------------------- | --------------------- |
| 1942 | 《槟加西》          | Bengasi                | 奥古斯托·吉尼那       |
| 1941 | 《钢盔》            | La corona di ferro     | 亚历山德罗·布拉赛蒂   |
| 1940 | 《阿尔卡扎尔之围》  | L'assedio dell'Alcazar | 奥古斯托·吉尼那       |
| 1939 | 《阿布纳·梅西阿斯》 | Abuna Messias          | 戈弗雷多·亚历山德里尼 |
| 1938 | 《空军敢死队》      | Luciano Serra pilota   | 戈弗雷多·亚历山德里尼 |
| 1937 | 《女人与海》        | Scipione l'Africano    | 卡尔米内·加洛内       |
| 1936 | 《利比亚骑兵》      | Lo squadrone bianco    | 奥古斯托·吉尼那       |
| 1935 | 《幻影》            | Casta Diva             | 卡尔米内·加洛内       |
| 1934 | 《特雷萨旗手》      | Teresa Confalonieri    | 圭多·布里尼奥内       |

#### 墨索里尼杯最佳外国电影
| 年份 | 获奖作品             | 原名                       | 导演                                    | 制片国家 |
| ---- | -------------------- | -------------------------- | --------------------------------------- | -------- |
| 1942 | 《伟大的国王》       | Der große König            | 法伊特·海尔兰                           | 德国     |
| 1941 | 《克鲁格总统》       | Ohm Krüger                 | 汉斯·斯泰因霍夫 卡爾·安東 赫爾伯特·梅許 | 德国     |
| 1940 | 《驿站长》           | Der Postmeister            | 古斯塔夫·乌西基                         | 奥地利   |
| 1939 | 无结果               | 不適用                     | 不適用                                  | 不適用   |
| 1938 | 《奥林匹亚》         | Olympia                    | 莱尼·里芬斯塔尔                         | 德国     |
| 1937 | 《舞会的名册》       | Un carnet de bal           | 朱利安·杜维威尔                         | 法國     |
| 1936 | 《加利福尼亚的皇帝》 | Der Kaiser von Kalifornien | 路易斯·特蘭克                           | 德国     |
| 1935 | 《安娜·卡列尼娜》    | Anna Karenina              | 克拉伦斯·布朗                           | 美国     |
| 1934 | 《阿伦人》           | Man of Aran                | 羅伯·佛萊厄提                           | 英国     |

### 伟大金奖
全国法西斯娱乐协会伟大金奖（英語：Great Gold Medals of the National Fascist Association for Entertainment）曾是威尼斯电影节授予最佳男演员与最佳女演员的奖项，现已被沃尔皮杯所取代。第一位荣膺该奖项的演员是凯瑟琳·赫本，她在1933年凭借乔治·丘克所执导的电影《小妇人》而拿下本奖。

### 观众票选
在1932年举办的首届威尼斯电影节上，由于缺乏评审团而导致没有官方奖项的颁发，因此最终的获奖名单是由观众票选产生的。具体的评选方法是根据每部电影的观影人数来确定，并最终由组委会来宣布。由此方法，宣布了首届威尼斯电影节最佳导演是执导《通往生活的旅行证》的前苏联导演尼古拉·埃克；而最佳电影则是由法国导演雷内·克莱尔执导的《我们等待自由》。

### 最佳导演
| 年份 | 导演                      | 获奖作品         | 原名                 | 制片国家    |
| ---- | ------------------------- | ---------------- | -------------------- | ----------- |
| 1938 | 卡爾·弗勒利希             | 《士兵的假期》   | Heimat               | 德国        |
| 1937 | 羅伯·佛萊厄提 佐爾坦·科達 | 《象童》         | Elephant Boy         | 英国        |
| 1936 | 雅克·费代尔               | 《弗蘭德狂歡節》 | La Kermesse héroïque | 法國 · 德国 |
| 1935 | 金·维多                   | 《洞房花燭》     | The Wedding Night    | 美国        |